# Crystal Eyes
『Crystal Eyes』（クリスタル・アイズ）は、浅香唯の1枚目のアルバム。1986年2月21日にマイカルハミングバードよりリリースされた。

## 概要
本人主演のフジテレビ系ドラマ『スケバン刑事III 少女忍法帖伝奇』でブレイクする前に発売されたファースト・アルバム。
収録されたシングル3曲「夏少女」「ふたりのMoon River」「ヤッパシ…H!」、そしてこのアルバムもオリコン100位に入らなかった。
1995年に、ワーナーミュージック・ジャパンより廉価盤として再発売された。2010年7月7日にワーナーミュージック・ジャパンから紙ジャケットCDとして再発売され、収録音源には2010年24ビット最新デジタルリマスタリングが施されている。

## 収録曲

### LP

#### SIDE A
1. その気☆不思議
作詞：松本一起／作曲：小杉保夫／編曲：大谷和夫
2. ヤッパシ…H!
作詞：森雪之丞／作曲・編曲：馬飼野康二
3. ふたりのMoon River
作詞：三浦徳子／作曲：小杉保夫／編曲：矢野立美
4. 星のマリーナ
作詞：三浦徳子／作曲：小杉保夫／編曲：矢野立美
5. あぶないサタデイ・ナイト
作詞：岩里祐穂／作曲・編曲：馬飼野康二

#### SIDE B
1. 恋愛ヤンチャ娘
作詞：森雪之丞／作曲：中崎英也／編曲：船山基紀
2. ピンクの結晶（クリスタル）
作詞：森雪之丞／作曲：中崎英也／編曲：船山基紀
  - 「ヤッパシ…H!」のB面曲。
3. サヨナラDecember
作詞・作曲：高橋早苗／編曲：矢野立美
4. 渚のセカンド・デイト
作詞：森百合子／作曲：平尾昌晃／編曲：大谷和夫
5. 夏少女
作詞：三浦徳子／作曲：小杉保夫／編曲：大谷和夫

### CD
1. その気☆不思議
2. ヤッパシ…H!
3. ふたりのMoon River
4. 星のマリーナ
5. あぶないサタデイ・ナイト
6. 恋愛ヤンチャ娘
7. ピンクの結晶（クリスタル）
8. サヨナラDecember
9. 渚のセカンド・デイト
10. 夏少女

### 紙ジャケットCD盤
1. その気☆不思議
2. ヤッパシ…H!
3. ふたりのMoon River
4. 星のマリーナ
5. あぶないサタデイ・ナイト
6. 恋愛ヤンチャ娘
7. ピンクの結晶（クリスタル）
8. サヨナラDecember
9. 渚のセカンド・デイト
10. 夏少女

#### ボーナス・トラック
1. ひとりぼっちのランデブー
作詞: 三浦徳子／作曲: 小杉保夫／編曲: 大谷和夫
  - 「夏少女」のB面曲。
2. 夏少女（オリジナルカラオケ）
3. ふたりのMoon River（オリジナルカラオケ）
4. ヤッパシ…H!（オリジナルカラオケ）

## 関連作品
- 浅香唯大全集 THE COMPLETE BOX
- 紙ジャケットCD-BOX
- 浅香唯 30周年記念コンプリートBOX